# 利他主義

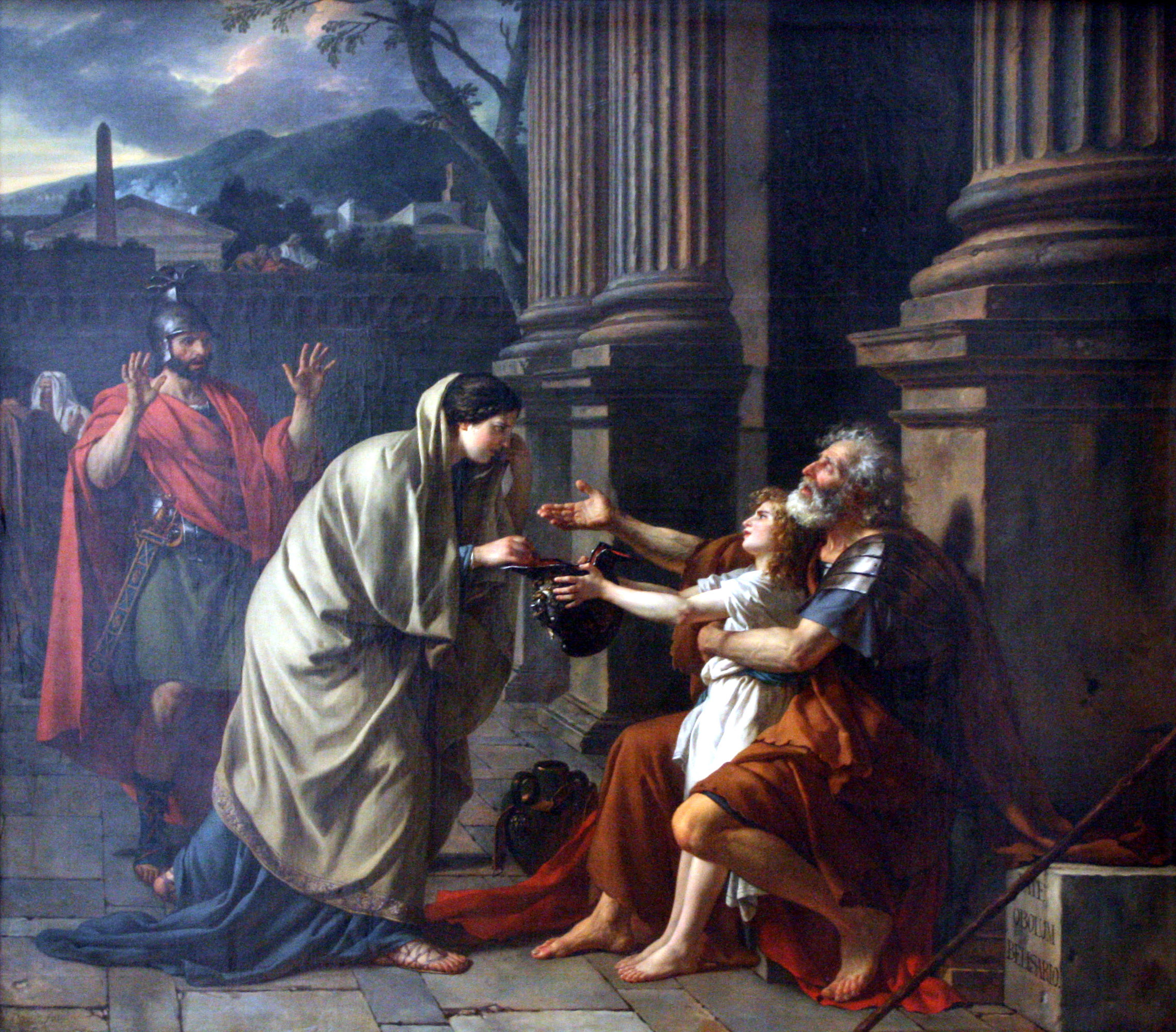
施しを貧者に与えることは、しばしば利他的な行為とみなされる。

利他主義（りたしゅぎ、英: Altruism）とは、個人的な利益や互恵性とは独立して、他者の幸福を気遣うことである。
利他主義という言葉は、フランスの哲学者オーギュスト・コントによってフランス語でaltruismeとして、利己主義の対義語として普及した（そして恐らく造語された）。コントはこれをイタリア語のaltruiから派生させ、それは更にラテン語のalteriから派生し、「他者」または「他人」を意味する。利他主義は無私の同義語、自己中心性の反対語とみなすことができる。
利他主義は多くの文化や宗教において重要な道徳的価値である。それは人間への配慮を超えて、他の感性のある存在や将来世代にまで拡大することができる。
生物の個体群で観察される利他主義は、個体が互恵性や補償を期待することなく、他の個体に直接的または間接的に利益をもたらす行動を、自身にとってのコスト（快楽や生活の質、時間、生存や繁殖の確率などの面で）を払って実行することである。
心理的利己主義の理論は、共有、援助、または犠牲の行為は、行為者が個人的な満足感という形で内在的な報酬を受け取る可能性があるため、「真に」利他的にはなりえないと示唆する。この議論の妥当性は、そのような内在的報酬が「利益」として認められるかどうかに依存する。
利他主義という用語は、個人は他者に利益をもたらす道徳的義務があると主張する倫理的教義を指すこともある。この意味で使用される場合、通常、個人は自分自身を最優先で奉仕する道徳的義務があると主張する倫理的利己主義と対比される。
効果的利他主義は、他者に利益をもたらす最も効果的な方法を決定するために、証拠と理性を使用することである。

## 利他主義の概念
利他主義の概念は哲学的および倫理学的思考の歴史を持つ。この用語は19世紀に創設期の社会学者で科学哲学者のオーギュスト・コントによって造られ、心理学者（特に進化心理学の研究者）、進化生物学者、そして動物行動学者の主要なテーマとなった。ある分野での利他主義についての考えが他の分野に影響を与えることがあるが、これらの分野の異なる方法と焦点は常に利他主義について異なる視点をもたらす。簡単に言えば、利他主義とは自分以上に他者の福祉を気遣い、彼らを助けるために行動することである。

### 利他主義に関する文化横断的な視点
利他主義に関する文化横断的な視点は、私たちが他者を助けることをどのように見て経験するかが、私たちの出身地に大きく依存することを示している。多くの西洋諸国のような個人主義的な文化では、利他的な行為は個人的な達成と自己実現を強調する価値観と一致するため、しばしば個人的な喜びと満足をもたらす。一方、多くの東洋社会に共通する集団主義的な文化では、利他主義は個人的な選択というよりも集団に対する責任として見られることが多い。この違いは、集団主義的な文化の人々が他者を助けることから同じような個人的な幸福を感じない可能性があることを意味する。なぜなら、その行為は社会的義務を果たすことに関するものだからである。結局のところ、これらの違いは、文化的規範が私たちの利他主義へのアプローチと経験の仕方をいかに深く形作っているかを浮き彫りにする。

## 科学的観点

### 人類学
マルセル・モースの著書『贈与論』には「施しについての覚書」という一節がある。この覚書は、施し（そして拡張して利他主義）の概念が犠牲の概念からどのように進化したかを説明している。その中で彼は次のように書いている：

### 進化による説明

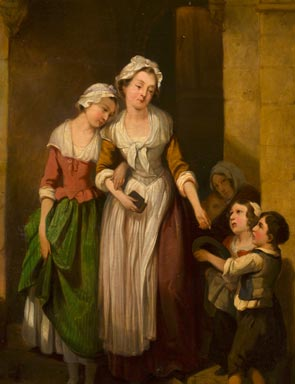
物乞いの子供たちに施しを与える

動物行動学（動物の行動の科学的研究）、そしてより一般的に社会進化の研究において、利他主義とは、行為者の適応度を低下させながら、他の個体の適応度を高める行動を指す。進化心理学では、この用語は慈善、緊急援助、連合パートナーへの援助、チップ、求愛贈答品、公共財の生産、環境主義など、広範な人間行動に適用されることがある。
進化的起源と両立する利他的行動の説明の必要性が、新しい理論の発展を促してきた。伝統的な進化分析と進化ゲーム理論から、利他主義に関する2つの関連する研究の流れが現れた：行動戦略の数学的モデルと分析である。
提案されたメカニズムには以下のようなものがある：
- 血縁選択[12]。動物やヒトが遠い親族や非親族よりも近い親族に対してより利他的であることは、多くの異なる文化にわたる数多くの研究で確認されている。親族関係を示す微妙な手がかりでさえ、無意識のうちに利他的行動を増加させる可能性がある。親族関係の手がかりの1つは顔の類似性である。ある研究では、写真を研究参加者の顔により似るように若干変更することで、参加者が描写された人物に対して表明する信頼が増加することが分かった。もう1つの手がかりは、特に珍しい場合の同じ姓を持つことで、援助行動を増加させることが分かっている。別の研究では、グループ内で認識された親族の数が多いほど、協力的な行動が増加することを発見した。政治演説で親族用語を使用することは、ある研究では聴衆の話者への同意を増加させた。この効果は、典型的に家族と親密な関係にある長子にとって強力であった[11]。
- 既得権益。人々は、友人、同盟者、そして同様の社会的な内集団のメンバーが苦しんだり消滅したりすると、苦しむ可能性が高い。そのようなグループのメンバーを助けることは、したがって、利他主義者自身にも利益をもたらす可能性がある。内集団のメンバーシップをより目立たせることは、協力性を高める。敵対的な外集団が内集団全体を脅かす場合、内集団に対する極端な自己犠牲は適応的である可能性がある[11]。
- 互恵的利他主義[13]。互恵性 (進化)も参照。
- 直接的な互恵性（英語版）[14]。研究によると、他者が援助を返す可能性がある場合、他者を助けることは有益である可能性がある。効果的なしっぺ返し戦略は、ゲーム理論的な例の1つである。多くの人々は、他者が見返りに協力する場合にのみ協力するという類似の戦略に従っているようである[11]。
- 1つの結果として、人々は将来再び交流する可能性が高い場合、互いにより協力的になる。人々は、集団内の援助者の割合が低いと認識する場合、あまり協力的でなくなる傾向がある。他者の非協力的な行動を見ると、援助が少なくなる傾向があり、この効果は協力的な行動を見る逆の効果よりも強い傾向がある。提案を「ウォール街ゲーム」の代わりに「コミュニティゲーム」と呼ぶなど、単に協力的な枠組みを変更するだけで、協力性が増加する可能性がある[11]。
- 互恵性への傾向は、誰かが助けてくれた場合、人々は応答する義務を感じることを意味する。これは、互恵性を引き出すことを期待して、潜在的な寄付者に小さな贈り物をする慈善団体によって利用されている。別の方法は、誰かが大きな寄付をしたことを公に発表することである。互恵性への傾向は一般化することさえあり、助けられた後、人々は他者に対してより援助的になる。一方、人々は協力していないと認識される人々を避けたり、報復したりすることさえある。人々は時々意図的に助けることに失敗したり、彼らの援助が気付かれないことがあり、これは意図しない対立を引き起こす可能性がある。そのため、非協力に対してわずかに寛容で、わずかに寛大な解釈を持つことが最適な戦略である可能性がある[11]。
- 人々は、最初に互いにコミュニケーションを取ることができる場合、タスクにおいてより協力的になる。これは、より良い協力性の評価や約束の交換によるものかもしれない。彼らは、すぐに広範な援助を求められるのではなく、徐々に信頼を築くことができる場合、より協力的である。直接的な互恵性とグループ内の協力は、グループ内競争から、グループ間や一般人口に対する競争など、より大規模な競争へと焦点とインセンティブを変更することで増加させることができる。したがって、一般的なように、小さな地域グループに対する個人のパフォーマンスのみに基づいて成績や昇進を与えることは、グループ内の協力的な行動を減少させる可能性がある[11]。
- 間接的互恵性[15]。人々は貧しい互恵者や詐欺師を避けるため、個人の評判は重要である。互恵性について高く評価されている人は、以前に直接的な交流がなかった個人からでさえ、援助を受ける可能性が高い[11]。
- 強い互恵性[16]。この形の互恵性は、確立された利他主義理論に基づいて最適とされる以上の資源を協力と処罰に投資する人々によって表現される。
- 疑似互恵性[17]。生物が利他的に行動し、受益者は互恵的に行動しないが、利己的な方法で行動する機会が増加し、それが副産物として利他主義者に利益をもたらす。
- コストのかかるシグナリングとハンディキャップ原理[18]。利他主義は、利他主義者から資源を転用することで、利用可能な資源とそれらを獲得する技能の「正直なシグナル」として機能することができる。これは他者に対して、利他主義者が価値のある潜在的なパートナーであることを示すかもしれない。また、将来さらなる交流を期待しない人は、そのようなコストのかかるシグナリングから何も得られないため、相互作用的で協力的な意図を示すかもしれない。コストのかかるシグナリングが長期的な協力的特性を予測できるかどうかは不確かだが、人々は援助者をより信頼する傾向がある。コストのかかるシグナリングは、全員が同一の特性、資源、協力的意図を共有する場合にはその価値を失うが、これらの側面における人口の変動性が増加するにつれて重要性を増す[11]。

肉を共有する狩人は、能力の高価なシグナルを示す。研究によると、優れた狩人は、狩猟した肉を他の誰よりも多く受け取らなくても、より高い繁殖成功と不倫関係を持つ。同様に、大規模な宴会を開くことや大きな寄付をすることは、自身の資源を示す方法である。ヒーロー的な危険を冒すことも、能力の高価なシグナルとして解釈されてきた。

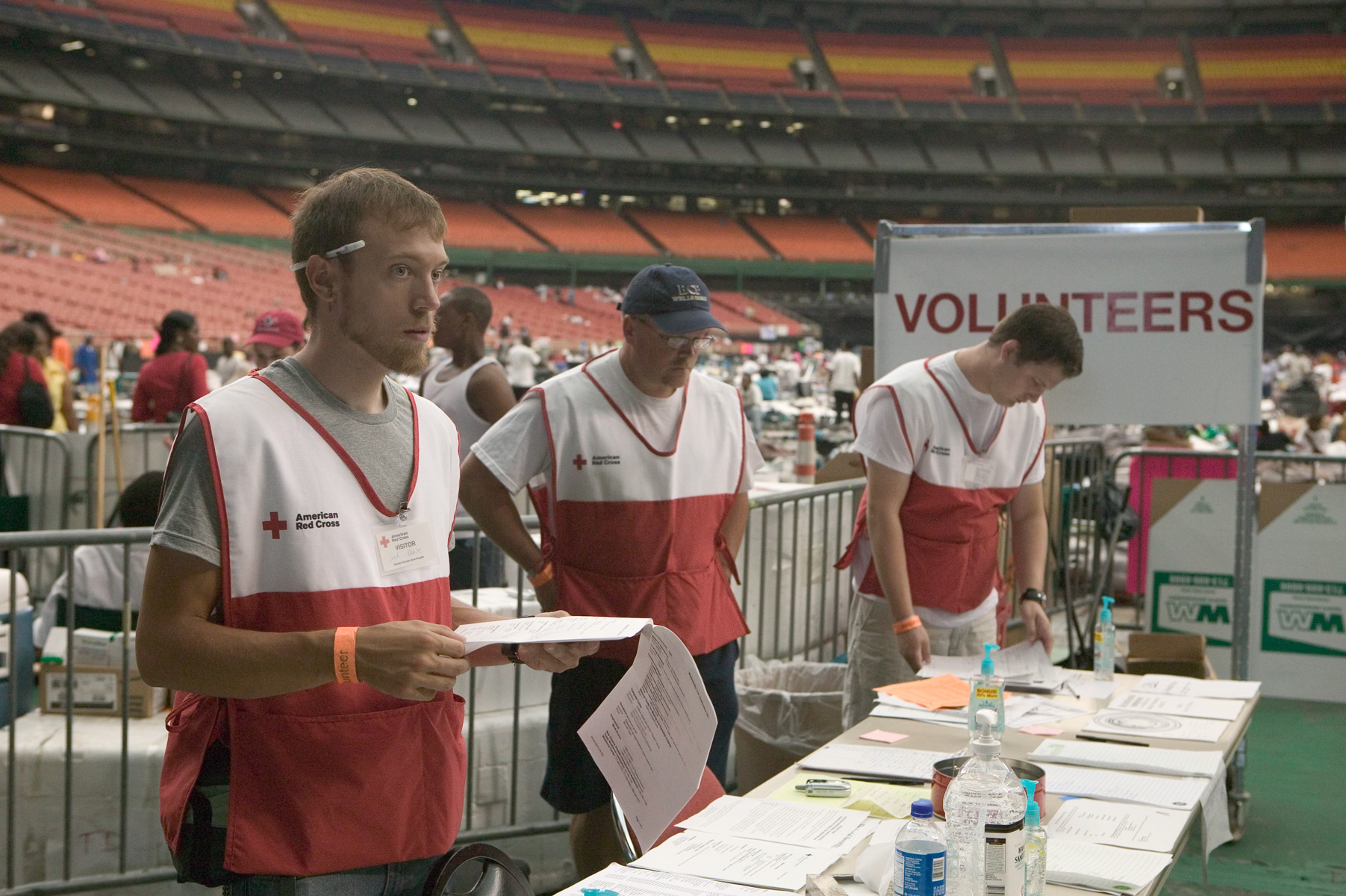
ハリケーン・カトリーナの後、ボランティアがヒューストン・アストロドームでハリケーンの被害者を支援している。

間接的互恵性とコストのかかるシグナリングの両方が評判価値に依存し、類似の予測を行う傾向がある。1つは、人々が後で交流する人々に援助行動が伝えられる、公に発表される、議論される、または他の誰かに観察されることを知っている場合、より援助的になるということである。これは多くの研究で文書化されている。この効果は微妙な手がかりに敏感で、例えば、コンピュータ画面上のロゴの代わりに様式化された目のスポットがある場合、人々はより援助的になる。 目のスポットのような弱い評判の手がかりは、より強い手がかりが存在する場合には重要でなくなる可能性があり、実際の評判効果で強化されない限り、継続的な露出とともにその効果を失う可能性がある。亡くなった有名人のための公的な涙や、デモへの参加などの公的な表示は、寛大であると見られたいという欲求によって影響を受ける可能性がある。公的にモニターされていることを知っている人々は、評判への懸念から、受益者が必要としていないことを知っているお金を無駄に寄付することさえある。
典型的に、女性は利他的な男性を魅力的なパートナーとみなす。女性が長期的なパートナーを探す場合、利他主義は、将来のパートナーが彼女と彼女の子どもたちと資源を共有する意思があることを示す可能性があるため、好ましい特性かもしれない。男性は恋愛関係の初期段階で、あるいは単に魅力的な女性がいる場合に慈善行為を行う。両性とも親切さをパートナーにおける最も好ましい特性として述べているが、男性は女性よりもこれを重視しない可能性があり、女性は魅力的な男性がいる場合により利他的になるとは限らないという証拠がある。男性は短期的な関係では利他的な女性を避ける可能性さえあり、これは成功の可能性が低いと予想するためかもしれない。
人々は磨き上げられた評判の社会的利益を求めて競争する可能性があり、これが競争的利他主義を引き起こす可能性がある。一方、一部の実験では、ある割合の人々は評判を気にせず、それが目立つ場合でも援助を増やさないようである。これは精神病質や、利他的に見られる必要がないほど魅力的であるなどの理由によるものかもしれない。利他主義の評判上の利益は、利他主義の即時的なコストと比較して将来に発生する。人間や他の生物は一般的に、現在と比較して将来のコスト/利益の価値を低く見積もるが、一部の人々は他の人々よりも短い時間的展望を持っており、これらの人々は協力的でない傾向がある。
明示的な外発的報酬と罰は、内発的報酬と比較して、行動に対して直感に反する逆効果を持つことが時々発見されている。これは、そのような外発的インセンティブが内発的および評判的インセンティブを（部分的にまたは全体的に）置き換える可能性があり、外発的報酬を獲得することに焦点を当てるよう動機づけ、そのようにインセンティブ付けされた行動をより望ましくなくする可能性があるためである。人々は、他者の利他主義が明白な評判への懸念ではなく、性格特性によるものと思われる場合を好む；単に行動の評判上の利益があることを指摘するだけでそれらを減少させる可能性がある。これは、特に非協力者によって、利他主義者に対する中傷的な戦術（「あなたは単に美徳シグナリングをしているだけだ」）として使用される可能性がある。反論として、評判への懸念から善を行うことは、何も善を行わないよりも良いということがある。
- 群選択。デイビッド・スローン・ウィルソンのような一部の進化科学者によって、自然選択は非血縁グループのレベルで作用して、個人レベルで有害であっても非血縁グループに利益をもたらす適応を生み出す可能性があると、論争的に主張されてきた。したがって、利他的な人々が個人レベルでは時として利他性の低い人々に競争で負ける可能性がある一方で、群選択理論によれば、グループレベルでは逆のことが起こる可能性があり、より利他的な人々で構成されるグループが、利他性の低い人々で構成されるグループを競争で上回る可能性がある。そのような利他主義は、インクループのメンバーにのみ及び、アウトグループのメンバーに対する偏見と敵意を向ける可能性がある（内集団贔屓（英語版）も参照）。多くの他の進化科学者が群選択理論を批判している[20]。

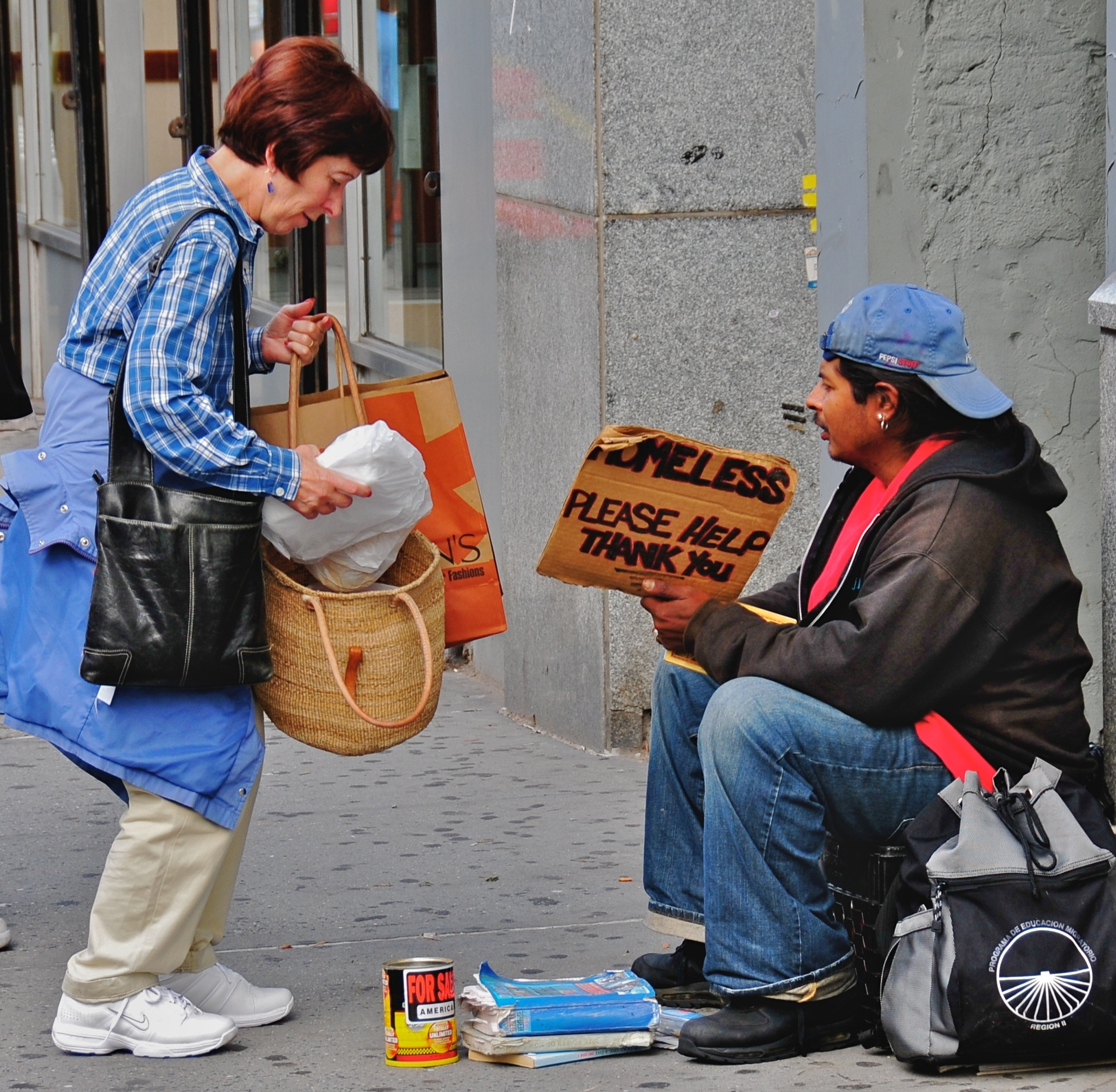
ニューヨーク市でホームレスを支援する

このような説明は、人間が利他的な行為を行う際に、包括適応度を増加させる方法を意識的に計算することを意味しない。代わりに、進化は特定の利他的行動を促進する感情などの心理的メカニズムを形作ってきた。
利他主義者にとっての利益は、特定のグループに対してより利他的になることで増加し、コストは減少する可能性がある。研究によると、人々は非血縁者よりも血縁者に、見知らぬ人よりも友人に、魅力的でない人よりも魅力的な人に、競争相手よりも非競争相手に、アウトグループのメンバーよりもインクループのメンバーに対してより利他的である。
利他主義の研究は、ジョージ・R・プライスが遺伝的進化を研究するための数学的方程式であるプライス方程式を開発する最初の原動力であった。利他主義の興味深い例は、ディクティオステリウム ムコロイデスのような細胞性の粘菌に見られる。これらの原生生物は、飢餓状態になるまで個々のアメーバとして生活し、その時点で集合して多細胞性の子実体を形成し、その中で一部の細胞が子実体内の他の細胞の生存を促進するために自己犠牲を行う。
選択的投資理論は、密接な社会的絆と、それに関連する感情的、認知的、神経ホルモン的メカニズムが、生存と繁殖の成功のために互いに密接に依存している人々の間の長期的で高コストの利他主義を促進するために進化したと提案する。
このような協力的行動は、時として左翼政治の主張として見なされてきた。例えば、ロシアの動物学者でアナキストのピョートル・クロポトキンの1902年の著書『進化の要因としての相互扶助』や、道徳哲学者のピーター・シンガーの著書『ダーウィン的左派』などがある。

### 神経生物学
アメリカ国立衛生研究所とLABS-D'Or病院ネットワークの神経科学者であるホルヘ・モルとジョーダン・グラフマンは、機能的磁気共鳴画像法を用いて、正常な健常ボランティアにおける利他的贈与の神経基盤の最初の証拠を提供した。彼らの研究では、純粋な金銭的報酬と慈善寄付の両方が、通常は食物と性に反応する脳の原始的な部分である中脳辺縁経路の報酬経路を活性化することを示した。しかし、ボランティアが慈善寄付を行うことで他者の利益を自身の利益よりも寛大に優先した場合、別の脳回路も選択的に活性化された：脳梁下皮質/中隔野である。これらの構造は、他の種における社会的愛着と絆に関連している。この実験は、利他主義が生来の利己的欲求を抑制する高次の道徳的能力ではなく、脳における基本的で、生得的で、楽しい特性であることを示唆した。脳の一領域である脳梁下前帯状皮質/基底前脳は、特に共感の傾向を持つ人々において、利他的行動の学習に貢献する。
オレゴン大学の経済学者ビル・ハーボーは、心理学者のウルリッヒ・マイヤー博士と共同で行ったfMRIスキャナー検査で、慈善寄付に関してホルヘ・モルとジョーダン・グラフマンと同じ結論に達したが、彼らは研究グループを「利己主義者」と「利他主義者」の2グループに分けることができた。彼らの発見の1つは、稀ではあるが、「利己主義者」と考えられる人々の中にも、他者を助けることになるため、予想以上に寄付をする人々がいることで、これは慈善には、個人の環境や価値観など、他の要因があるという結論につながった。
ショーン・ロードス、ジョー・カトラー、そしてアビゲイル・マーシュによって行われたfMRI研究の最近のメタ分析は、参加者が他者にリソースを与えるか与えないかを自由に選択できる場合の寛容性に関する先行研究の結果を分析した。この研究の結果は、利他主義が互恵性や公平性によって動機づけられた贈与とは異なるメカニズムによって支えられていることを確認した。この研究はまた、右腹側線条体が利他的贈与中に動員されることを確認し、さらに腹内側前頭前皮質、両側の前帯状皮質、両側の前部島皮質も動員されることを確認した。これらは以前から共感に関与していると考えられていた領域である。
アビゲイル・マーシュは、実世界の利他主義者の研究を行い、人間の利他主義における扁桃体の重要な役割も特定した。見知らぬ人に腎臓を提供した人々のような実世界の利他主義者では、扁桃体が通常の成人よりも大きい。利他主義者の扁桃体は、他者の苦痛を見ることに対しても通常の成人よりも反応が強く、これは共感的な反応を反映していると考えられる。この構造は、他者の結果の価値を符号化する役割により、利他的選択にも関与している可能性がある。これは非ヒト動物の研究結果と一致しており、その研究では扁桃体内に他者の結果の価値を特異的に符号化するニューロンが同定され、その活動がサルにおける利他的選択を駆動しているように見える。

### 心理学
国際社会科学百科事典は、心理的利他主義を「他者の福祉を増進させようとする動機づけの状態」と定義する。心理的利他主義は、自身の福祉を増進させようとする動機づけを指す心理的利己主義と対比される。これに関連して、利他的な腎臓提供者、骨髄提供者、人道支援活動家、そして英雄的な救助者を含む実世界の利他主義者の研究では、これらの利他主義者は主に利己的でない特性と意思決定パターンによって他の成人と区別されることが判明している。これは人間の利他主義が、他者の結果に対する本物の高い評価を反映していることを示唆する。
人間が心理的利他主義を行う能力があるかどうかについて、いくつかの議論がある。一部の定義では、利他主義の自己犠牲的な性質と、利他的行動に対する外的報酬の欠如を指定している。しかし、利他主義は多くの場合、最終的に自己に利益をもたらすため、利他的行為の無私性を証明することは難しい。社会的交換理論は、自己に対する利益がコストを上回る場合にのみ利他主義が存在すると仮定する。
心理学者のダニエル・バットソンは、この問題を検討し、社会的交換理論に反論した。彼は4つの重要な動機を特定した：最終的に自己に利益をもたらすこと（利己主義）、最終的に他者に利益をもたらすこと（利他主義）、集団に利益をもたらすこと（集団主義）、道徳的原則を支持すること（原則主義）である。最終的に利己的な利益に役立つ利他主義は、このように無私の利他主義と区別されるが、一般的な結論は、共感によって誘発される利他主義は真に無私であり得るということである。共感-利他主義仮説は、心理的利他主義が存在し、苦しんでいる誰かを助けたいという共感的な欲求によって引き起こされると述べる。共感的関心の感情は個人的苦痛と対比され、個人的苦痛は、助けを必要とする誰かを援助することで不快な感情を減少させ、快い感情を増加させるよう人々を駆り立てる。したがって、共感は無私ではない。なぜなら、利他主義は、他者の援助の必要性によって引き起こされる否定的で不快な感情を避け、肯定的で快い感情を得る方法として、あるいは援助によって社会的報酬を得たり社会的処罰を避けたりする方法として機能するからである。共感的関心を持つ人々は、その状況への暴露が容易に避けられる場合でも、苦痛にある他者を援助する。一方、共感的関心が欠如している人々は、他者の苦痛への暴露を避けることが困難または不可能でない限り、それを許容することを避ける。
援助行動は、幼児が微妙な感情的手がかりを理解できる2歳頃から人間に見られる。

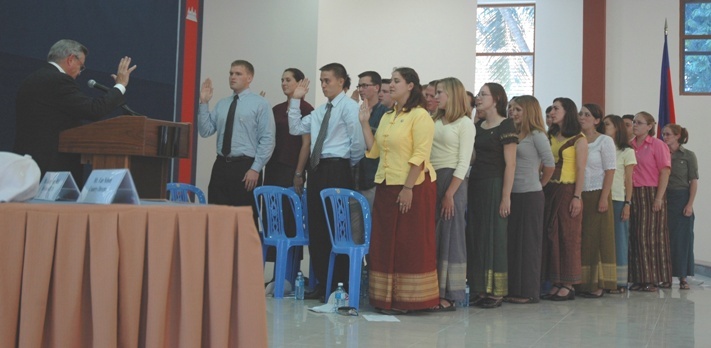
平和部隊の訓練生がカンボジアでボランティアとして宣誓する様子、2007年4月4日

利他主義に関する心理学的研究では、研究は多くの場合、援助、慰め、共有、協力、慈善、および社会奉仕などの向社会的行動を通じて示される利他主義を観察する。人々は、他者が援助を必要としていることを認識し、その人の苦痛を軽減する個人的責任を感じる場合に、最も援助する可能性が高い。苦痛や苦境を目撃する傍観者の数は、援助の可能性に影響を与える（傍観者効果）。より多くの傍観者は個人の責任感を低下させる。しかし、高レベルの共感的関心を持つ目撃者は、傍観者の数に関係なく、完全に個人的責任を引き受ける可能性が高い。
多くの研究が、（利他主義の形態としての）ボランティア活動の幸福と健康への影響を観察し、ボランティア活動を行う人々は、現在および将来の健康と幸福がより良好であることを一貫して発見している。高齢者の研究では、ボランティア活動を行う人々は、生活満足度と生きる意欲が高く、うつ病、不安、および身体化が少なかった。ボランティア活動と援助行動は、精神的健康を改善するだけでなく、それが促進する活動と社会的統合によって、身体的健康と寿命も改善することが示されている。ある研究は30年以上にわたってボランティア活動を行った母親の身体的健康を調査し、ボランティア組織に所属していなかった人々の52%が重大な病気を経験したのに対し、ボランティア活動を行った人々では36%のみが経験したことを発見した。55歳以上の成人を対象とした研究では、4年間の研究期間中、2つ以上の組織でボランティア活動を行った人々は死亡の可能性が63%低かった。以前の健康状態を制御した後、ボランティア活動は44%の死亡率減少をもたらしたことが判明した。自分自身や他者の親切さを単に意識することも、より大きな幸福感と関連している。参加者に1週間の間に行った親切な行為を数えることを求めた研究では、主観的幸福感が大幅に向上した。研究によると、より幸せな人々はより親切で感謝心が強く、より親切な人々はより幸せで感謝心が強く、より感謝心の強い人々はより幸せで親切である。
研究は利他的行為が幸福をもたらすという考えを支持しているが、反対の方向でも機能することも発見されている—より幸せな人々もまたより親切である。利他的行動と幸福の関係は双方向的である。研究によると、寛容性は悲しい感情状態から幸せな感情状態に向かって直線的に増加する。
他者のニーズによって過度の負担を感じることは、健康と幸福に悪影響を及ぼす。例えば、ボランティア活動に関するある研究では、他者の要求に圧倒されると感じることは、援助が持つ肯定的な効果よりもさらに強い否定的な効果を精神的健康に及ぼした（ただし、肯定的な効果は依然として有意であった）。
高齢者はより高い利他性を持つことが発見された。

### 遺伝と環境
遺伝と環境の両方が、向社会的または利他的行動に影響を与えることが示唆されている。候補遺伝子には、OXTR（オキシトシン受容体の多型）、CD38、COMT、DRD4、DRD5、IGF2、AVPR1A、そしてGABRB2 が含まれる。これらの遺伝子の一部は、セロトニンやドーパミンなどの神経伝達物質のレベルを調節することによって利他的行動に影響を与えると理論化されている。
クリストファー・ベームによると、利他的行動は集団内で生き残るための方法として進化した。

### 社会学
「社会学者は長い間、いかに良い社会を築くかということに関心を持ってきた」。私たちの社会の構造と、個人がいかにして慈善的、博愛的、その他の向社会的、利他的行動を共通善のために示すようになるかは、この分野で一般的に研究されているテーマである。アメリカ社会学会（ASA）は公共社会学を認め、「『良い社会』を構築する上でのこの研究分野の本質的な科学的、政策的、公共的な関連性は疑問の余地がない」と述べている。この種の社会学は、利他主義を動機づけるものと、それがどのように組織されているかについての一般的および理論的理解を助ける貢献を求め、研究する世界と人々に利益をもたらすために利他的な焦点を促進する。
利他主義がどのように枠付けられ、組織され、実行され、グループレベルで何が動機づけるのかは、社会学者が研究する集団に貢献し「良い社会を築く」ために調査する焦点領域である。利他主義の動機もまた研究の焦点である。例えば、ある研究は道徳的憤りの発生を被害者への利他的補償と関連付けている。研究によると、実験室やオンライン実験における寛容性は伝染性があり、人々は他者の寛容性を模倣する。

## 宗教的観点
ほとんどの、もしくはすべての世界の宗教は、利他主義を非常に重要な道徳的価値として推進している。仏教、キリスト教、ヒンドゥー教、イスラム教、ジャイナ教、ユダヤ教、そしてシク教などは、利他的道徳性に特に重点を置いている。

### 仏教

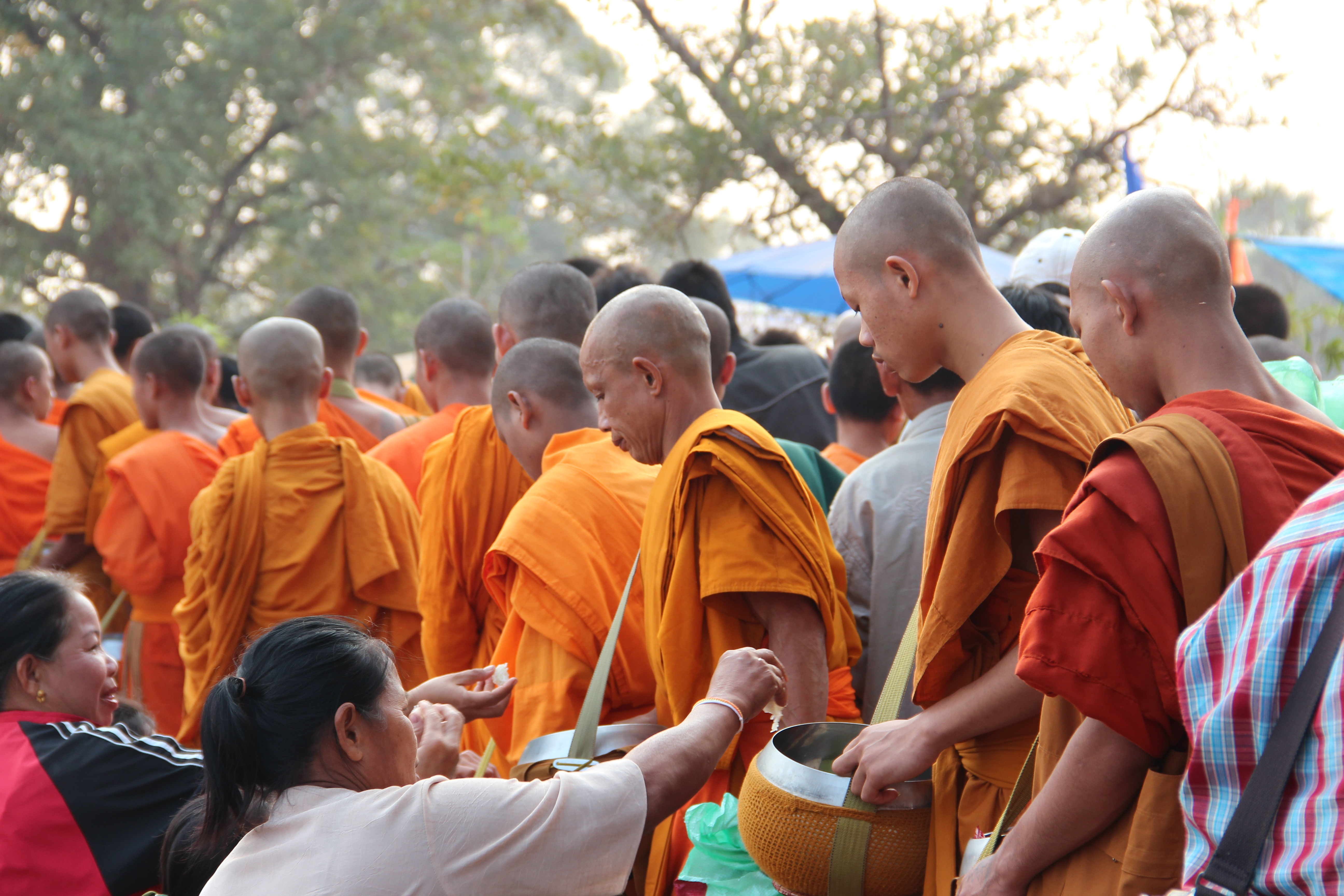
托鉢する僧侶

利他主義は仏教において顕著な位置を占める。愛と慈悲はあらゆる形態の仏教の構成要素であり、すべての存在に平等に向けられる：愛はすべての存在が幸せであることを願うことであり、慈悲はすべての存在が苦しみから解放されることを願うことである。「多くの病は愛と慈悲という一つの薬で癒すことができる。これらの資質は人間の幸福の究極の源であり、それらの必要性は私たちの存在の核心にある」（ダライ・ラマ）。
利他主義の概念はそのような世界観において修正される。なぜなら、そのような実践は実践者自身の幸福を促進するという信念があるからである：「私たちが他者の幸福をより気遣えば気遣うほど、私たち自身の幸福感はより大きくなる」（ダライ・ラマ）。
仏教では、人の行為はカルマを引き起こし、それは行為の道徳的含意に比例した結果で構成される。悪と見なされる行為は罰せられ、善と見なされる行為は報われる。

### ジャイナ教

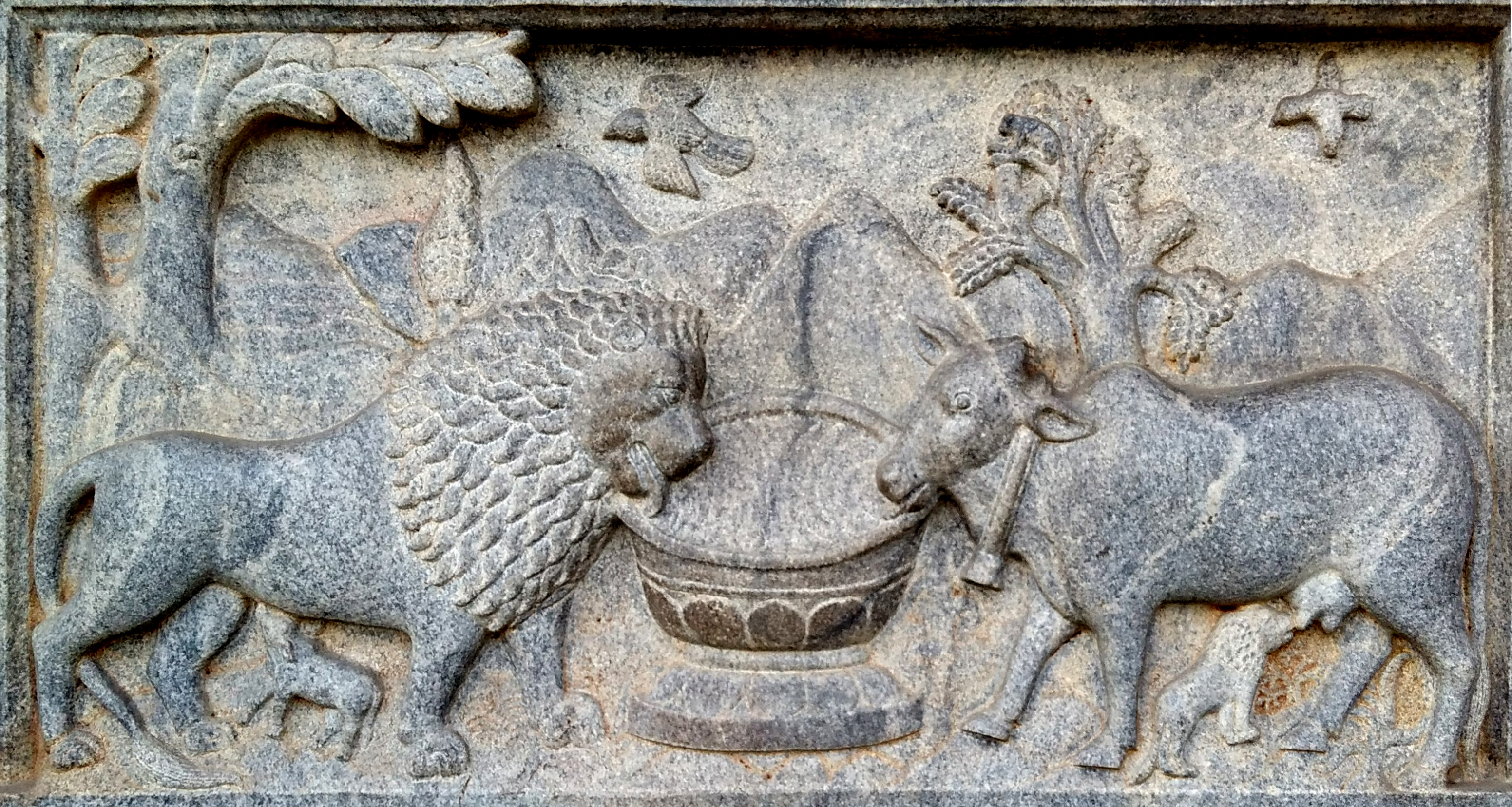
ジャイナ教の概念であるアヒンサー（非暴力）を描いた彫刻

ジャイナ教の基本原則は、人間だけでなくすべての感覚のある存在に対する利他主義を中心に展開する。ジャイナ教はアヒンサー—生かし、生かさせ、感覚のある存在を害さない、すなわちすべての生命に対する妥協のない畏敬—を説く。最初のティールタンカラであるリシャバは、知識と経験を他者に広げることから、寄付、他者のための自己犠牲、非暴力、そしてすべての生き物への慈悲に至るまで、すべての生き物に対する利他主義の概念を導入した。
非暴力の原則は、魂の能力を制限するカルマを最小限に抑えることを目指す。ジャイナ教は、すべての魂がシッダ（ジャイナ教の神）になる可能性を持っているため、尊重に値すると考える。すべての生き物が魂を持っているため、人の行動には大きな注意と認識が不可欠である。ジャイナ教は生命のすべての平等性を強調し、生き物が大きかろうと小さかろうと、すべてに対する無害性を提唱する。この方針は微生物にまで及ぶ。ジャイナ教は、すべての人が異なる能力と実践能力を持っていることを認め、したがって修行者と在家信者に対して異なるレベルのコンプライアンスを受け入れる。

### キリスト教
トマス・アクィナスは、聖書の「汝の隣人を自分のように愛せよ」 という句を、自分自身への愛が他者への愛の模範であることを意味すると解釈する。「人が自分自身を愛する愛は友情の形式と根源である」と考え、アリストテレスの「他者との友好関係の起源は自分自身との関係にある」を引用する。アクィナスは、私たちは他者を自分自身以上に愛することを義務付けられてはいないが、自然に私的な善（部分の善）よりも共通善（全体の善）を求めると結論付けた。しかし、彼は私たちが神を自分自身や隣人、そして肉体的生命以上に愛すべきだと考えた—隣人を愛する究極の目的は永遠の至福を共有することであり、それは肉体的な幸福よりも望ましいものだからである。上述のように、「利他主義」という言葉を造語する際、コントはおそらく、カトリック教会内の一部の神学校に存在するこのトマス主義的教義に反対していた。キリスト教生活の目的と焦点は、キリストの他者を平等に扱えという命令に従いながら、神を讃える生活であり、天国での永遠の生命がカルバリでのイエスの復活の本質であることを理解することである。
多くの聖書の著者は、他者への愛と神への愛の間に強い関連を描いている。ヨハネの手紙第一4章は、神を愛するためには同胞を愛さなければならず、同胞への憎しみは神への憎しみと同じであると述べている。トーマス・ジェイ・オードは、いくつかの著書で利他主義は愛の可能な形態の一つに過ぎないと主張している。利他的行為は必ずしも愛する行為ではない。オードは利他主義を他者の善のために行動することと定義し、他者の要求が全体的な幸福を損なう場合、時として愛は自分自身の善のために行動することを要求するというフェミニストの指摘に同意する。
ドイツの哲学者マックス・シェーラーは、強者が弱者を助ける二つの方法を区別する。一つの方法は、「安全性、強さ、内なる救済、自分の生命と存在の不滅の充実感という強力な感情に動機づけられた」キリスト教的愛の誠実な表現である:88–89。もう一つの方法は単に「愛の多くの現代的代替物の一つ...自分自身から目を背け、他人の事業に没頭したいという衝動に過ぎない」ものである。最悪の場合、シェーラーは「小さな者、貧しい者、弱い者、抑圧された者への愛は、実際には反対の現象：富、強さ、力、寛大さなどに向けられた、偽装された憎しみ、抑圧された羨望、中傷への衝動などである」と述べる。

### イスラム教
アラビア語では、「'イーサール」（إيثار）は「自分よりも他者を優先すること」を意味する。
非イスラム教徒への献血（信仰内で議論の多いテーマ）について、シーア派の宗教学者であるファディル・アル・ミラニは、それを積極的に正当化する神学的証拠を提供している。実際、彼はそれを宗教的犠牲と「イーサール」（利他主義）の一形態と考えている。
スーフィーにとって、「イーサール」は、自分自身の関心を完全に忘れることによる他者への献身を意味し、他者への関心は神だけの所有物とされる人間の身体に対して神によってなされた要求とみなされる。「イーサール」（イーサールとしても知られる）の重要性は、より大きな善のための犠牲にある；イスラム教はイーサールを実践する者を最高度の高貴さを持つものとみなす。
これは騎士道の概念に類似している。神への絶え間ない関心は、人々、動物、そしてこの世界の他のものに対する慎重な態度をもたらす。

### ユダヤ教
ユダヤ教は利他主義を創造の望ましい目標として定義する。ラビのアブラハム・イサク・クックは、愛が人類において最も重要な属性であると述べた。愛は授与、または贈与として定義され、これが利他主義の意図である。これは創造主または神への利他主義につながる人類への利他主義である可能性がある。カバラは神を存在における贈与の力として定義する。ラビのモーゼス・ハイム・ルッツァットは「創造の目的」と、創造を完全性とこの贈与の力への付着へと導くという神の意志に焦点を当てた。
ラビのイェフダ・アシュラグによって発展した現代のカバラは、未来世代についての著作において、社会がいかにして利他的な社会的枠組みを達成できるかに焦点を当てている:120–130。アシュラグは、そのような枠組みが創造の目的であり、起こることすべては人類を利他主義、互いへの愛のレベルに高めるためであると提案した。アシュラグは社会とその神性との関係に焦点を当てた。

### シク教
利他主義はシク教の宗教において不可欠である。シク教における中心的な信仰は、愛、愛情、犠牲、忍耐、調和、誠実さなどの神聖な資質を身につけ、生きることが誰にでもできる最大の行為であるということである。セヴァー、または共同体への無私の奉仕それ自体のために行うことは、シク教における重要な概念である。
第5代のグルであるグル・アルジュンは、グル・グラント・サーヒブによると、「人類への最大の贈り物である22カラットの純粋な真実」を守るために命を捧げた。第9代のグルであるテーグ・バハードゥルは、残虐行為から弱者と無防備な人々を守るために命を捧げた。
17世紀後半、グル・ゴービンド・シング（シク教の第10代グル）が異なる信仰の人々を守るためにムガルの支配者と戦っていた時、シク教徒の同志であるバーイー・カンハイヤーが敵軍の兵士の世話をした。彼は戦場で負傷した味方と敵の両方に水を与えた。敵の一部は再び戦い始め、一部のシク教徒の戦士は、バーイー・カンハイヤーが敵を助けていることに苛立ちを覚えた。シク教徒の兵士たちはバーイー・カンハイヤーをグル・ゴービンド・シングの前に連れて行き、戦場での彼らの戦いに反する行為だと考えられる彼の行動について訴えた。「あなたは何をしていたのか、そしてなぜか？」とグルは尋ねた。「私は彼らすべての中にあなたの顔を見たので、負傷者に水を与えていました」とバーイー・カンハイヤーは答えた。グルは答えた、「では彼らの傷を癒すための軟膏も与えるべきだ。あなたはグルの家で教えられたことを実践していたのだ」。
グルの指導の下、バーイー・カンハイヤーはその後、利他主義のためのボランティア部隊を設立し、現在でも他者への善行とこの奉仕のための新しい recruitsの訓練に従事している。

### ヒンドゥー教
ヒンドゥー教では、無私（アートマティヤーグ）、愛（プレーマ）、親切（ダヤー）、そして許し（クシャマー）が人間性または「マヌシャットヴァ」の最高の行為とされる。物乞いや貧しい人々に施しを与えることは神聖な行為または「プンヤ」とされ、ヒンドゥー教徒はそれが彼らの魂を罪または「パーパ」から解放し、来世で天国または「スヴァルガ」へと導くと信じている。利他主義はまた、様々なヒンドゥー教の神話や宗教詩、歌の中心的な行為でもある。貧しい人々への衣服の大量寄付（ヴァストラセーヴァ）、献血キャンプ、または貧しい人々への大量の食料寄付（アンナセーヴァ）は、様々なヒンドゥー教の宗教的儀式で一般的である。
バガヴァッド・ギーターは、カルマ・ヨーガ（行動を通じて神との一体性を達成すること）の教えと、利他主義を包含すると言える、利得や欲望なしの行動であるニシュカーマ・カルマを支持している。利他的行為は一般的にヒンドゥー教の文献で称賛され、好意的に受け止められており、ヒンドゥー教の道徳の中心である。

## 哲学
利他的に行動する人間の義務や動機について、幅広い哲学的見解がある。倫理的利他主義の提唱者は、個人は道徳的に利他的に行動する義務があると主張する。対立する見解は倫理的利己主義で、道徳的行為者は常に自己の利益のために行動すべきだと主張する。倫理的利他主義と倫理的利己主義の両方は功利主義と対照的で、功利主義は各行為者がその機能の効果と自身および共生者への利益を最大化するように行動すべきだと主張する。
記述倫理学における関連概念は心理的利己主義で、人間は常に自己の利益のために行動し、真の利他主義は不可能であるという主張である。合理的利己主義は、合理性は自己の利益のために行動することにあるという見方である（これが道徳的義務にどのように影響するかは特定していない）。
私はあなたである：グローバル倫理の形而上学的基礎という著書で、ダニエル・コラックは、開放的個人主義が利他主義の合理的基礎を提供すると主張する(p552)。コラックによると、未来の自己の概念が首尾一貫していないため、利己主義は首尾一貫していない。これは仏教哲学における無我の考えに類似しており、実際には全ての人が同じ存在であるという。デレク・パーフィットは理由と人格という著書で、テレトランスポーテーションのパラドックスなどの思考実験を用いて、個人的同一性に関する哲学的問題を説明する同様の議論を展開した。

### 効果的利他主義
効果的利他主義は、他者に利益をもたらす最も効果的な方法を決定するために証拠と推論を使用する哲学および社会運動である。効果的利他主義は、個人がすべての原因と行動を考慮し、自身の価値観に基づいて最大の肯定的影響をもたらす方法で行動することを奨励する。効果的利他主義を伝統的な利他主義や慈善と区別するのは、この広範で、証拠に基づき、原因に中立なアプローチである。効果的利他主義は、より大きな根拠に基づく実践運動の一部である。
効果的利他主義者の相当な割合が非営利セクターに焦点を当ててきたが、効果的利他主義の哲学は、命を救い、人々を助け、あるいはその他の最大の利益をもたらすと推定される科学プロジェクト、企業、政策イニシアチブを優先することにより広く適用される。この運動に関連する人々には、哲学者のピーター・シンガー、フェイスブックの共同創設者ダスティン・モスコヴィッツ、カーリー・ツナ、オックスフォード大学の研究者ウィリアム・マッカスキル とトビー・オード、プロのポーカープレイヤーのリヴ・ボーリー などがいる。

## 極端な利他主義

### 病的利他主義
病的利他主義は、利他的な人に害を及ぼすか、その人の善意の行動が利益よりも害を多くもたらすような、不健康な極端にまで行われる利他主義である。
「病的利他主義」という用語は、病的利他主義という本によって普及した。
例には、医療専門家に見られるうつ病と燃え尽き症候群、自身のニーズを犠牲にして他者に不健康な焦点を当てること、動物の溜め込み、そして最終的に援助しようとした状況を悪化させる非効果的な慈善活動や社会プログラムなどがある。
極端な利他主義は、コストの大きい利他主義、特別な利他主義、あるいは英雄的行動（ヒーロー主義とは区別される）としても知られ、通常の利他的行動を大きく超えて、しばしば利他主義者自身にリスクや大きなコストを伴う、見知らぬ人に向けられた無私の行為を指す。極端な利他主義の行為は多くの場合見知らぬ人に向けられるため、単純な利他主義の一般的に受け入れられているモデルの多くは、この現象を説明するには不十分に見える。
最初の概念の1つは1976年にウィルソンによって導入され、彼は「ハードコア」利他主義と呼んだ。この形態は、典型的に見知らぬ人に向けられ、報酬のインセンティブを欠く衝動的な行動によって特徴付けられる。それ以来、いくつかの論文がそのような利他主義の可能性に言及している。
21世紀には、研究参加者をコストの高いまたはリスクの高い決定にさらすことを制限する倫理的ガイドライン（ヘルシンキ宣言を参照）を採用したため、この分野の進歩は減速した。その結果、多くの研究は生体臓器提供とカーネギー・ヒーロー・メダル受賞者の行動、つまり高リスク、高コストで頻度の低い出来事に基づいて研究を行っている。極端な利他主義の典型的な例は、非指向性の腎臓提供—生きている人が何の利益も得ることなく、受容者を知ることもなく、見知らぬ人に自分の腎臓の1つを提供すること—である。
しかし、現在の研究は極端な利他主義の要件を満たす小さな集団に対してのみ実施できる。ほとんどの場合、研究は自己報告の形式でも行われ、これは自己報告バイアスにつながる可能性がある。これらの制限により、高リスクと通常の利他主義の間の現在のギャップは不明のままである。

### 極端な利他主義者の特徴
- 規範

1970年、シュワルツは、極端な利他主義は個人の道徳的規範と正の相関があり、行動に関連するコストの影響を受けないと仮説を立てた。この仮説は、骨髄提供者を調査した同じ研究で支持された。シュワルツは、強い個人的規範を持ち、自分自身により多くの責任を帰属させる個人は、骨髄提供に参加する傾向が強いことを発見した。同様の発見は、1986年のピリアヴィンとリビーによる献血者に焦点を当てた研究でも観察された。これらの研究は、個人的規範が道徳的規範の活性化につながり、個人が他者を助けることを強く感じさせることを示唆している。
- 恐怖認識の向上

アビゲイル・マーシュは、サイコパスを極端な利他主義者の「反対」のグループとして描写し、これら2つのグループを比較する研究をいくつか実施した。脳画像法や行動実験などの技術を用いて、マーシュのチームは、腎臓提供者はサイコパスの個人と比較して扁桃体のサイズが大きく、恐怖の表情をより良く認識する能力を示すことを観察した。さらに、恐怖を認識する能力の向上は、より大きな慈善寄付を含む向社会的行動の増加と関連していることが分かった。
- 極端な利他主義を行う際の迅速な決定

ランドとエプスタインは51人のカーネギー・ヒーロー・メダル受賞者の行動を調査し、極端な利他的行動は多くの場合、迅速で直感的な行動につながる二重過程理論のシステムIから生じることを示した。さらに、カールソンらによる別の研究は、そのような向社会的行動は即時の行動が必要な緊急事態で一般的であることを示した。
この発見は、生体臓器提供の文脈で倫理的な議論を引き起こしており、この問題に関する法律は国によって異なる。極端な利他主義者で観察されるように、これらの決定は直感的に行われ、十分な考慮が不足している可能性がある。批評家は、この迅速な決定が包括的なコスト・ベネフィット分析を含んでいるかどうか、そしてドナーをそのようなリスクにさらすことの適切性について疑問を投げかけている。
- 社会的割引

ある発見は、極端な利他主義者が他者と比較して社会的割引のレベルが低いことを示唆している。これは、極端な利他主義者が典型的な人よりも見知らぬ人の福祉により高い価値を置くことを意味する。
- 低社会経済的地位

676人のカーネギー・ヒーロー賞受賞者 と243の救助行為に関する別の研究の分析により、救助者の大部分が低い社会経済的背景を持つことが明らかになった。ジョンソンは、この分布を低社会経済グループの間でより一般的な高リスクの職業に帰属している。ライオンズによって提案された別の仮説は、これらのグループの個人は、高リスクの極端な利他的行動に従事する際に失うものが少ないと認識している可能性があるというものである。

### 可能な説明
血縁選択、互恵性、既得権益、処罰などの進化論的理論は、極端な利他主義の概念と矛盾するか、完全には説明していない。その結果、この行動に対する別の説明を求めて相当な研究が試みられている。
- 極端な行動のためのコストのかかるシグナリング理論

研究によると、男性はそのような特性に対する女性の選好のため、英雄的でリスクを取る行動に従事する可能性が高い。これらの極端な利他的行動は、普通の個人と比較して優れた力と能力を示す無意識の「シグナル」として機能する可能性がある。極端な利他主義者が高リスクの状況で生き残る時、彼らは質の「正直なシグナル」を送る。極端な利他主義者が示すと仮説化された3つの質で、「シグナル」として解釈される可能性があるものは：(1)偽装が難しい特性、(2)助ける意欲、(3)寛大な行動である。
- 共感-利他主義仮説

共感-利他主義仮説は、矛盾なく極端な利他主義の概念と一致するように見える。この仮説は、この集団の人々がより高いレベルの共感的関心を示すことを示す更なる脳スキャン研究によって支持された。共感的関心のレベルは、特定の脳領域の活性化を引き起こし、個人に英雄的行動に従事するよう促す。
- 誤りと外れ値

ほとんどの利他的行動は何らかの形で利益をもたらすが、極端な利他主義は時として被害者が互恵的に応じない誤りから生じる可能性がある。極端な利他主義者の衝動的な特徴を考慮すると、一部の研究者は、これらの個人がコスト・ベネフィット分析の際に誤った判断を下したと示唆している。さらに、極端な利他主義は、正規分布の端に位置する利他主義の稀な変異かもしれない。米国では、年間の一人当たり発生率は0.00005%未満で、このような行動の稀少性を示している。

## デジタル利他主義
デジタル利他主義は、互恵性の原則に基づき、最終的にはインターネットを介して情報を共有することで誰もが利益を得るという信念のもと、一部の人々が情報を自由に共有する意思を持つという概念である。
デジタル利他主義には3つのタイプがある：(1)便宜性、容易さ、道徳的関与、および同調性を含む「日常的デジタル利他主義」、(2)創造性、高められた道徳的関与、および協力を含む「創造的デジタル利他主義」、(3)創造性、道徳的関与、およびメタ協力的努力を含む「共創的デジタル利他主義」。